# 彰化縣二二八紀念碑
彰化縣二二八紀念碑，是臺灣彰化縣一座二二八和平紀念碑，位於彰化市的彰化縣立圖書館前廣場，採用平面式設計。

## 設計
該碑為由建築師余文元設計與九州土木承作，採平面貼地，材質為鑄銅與石材，上面的百合花圖樣為張堂庫所繪。

## 歷史
陳婉真曾表示，二二八事件解禁後，彰化、苗栗、臺東等縣都是少數未設二二八紀念碑的縣市。在1992年臺灣各地方政府興建立紀念碑時，彰化縣長周清玉就持反對，認為不宜成為政黨間或政治人物作秀或談判的籌碼，到處立碑並無實質意義。1995年3月4日，阮剛猛縣長任期內，議員梁禎祥及施義華在彰化縣議會提出通過臨時動議案，促請彰化縣政府在彰化市建立二二八紀念碑。民間上則是2007年，施江南遺族在彰化縣鹿港鎮豎立私人的紀念碑，上寫「第七代江南公二二八罹難紀念碑」。2016年12月28日，魏明谷縣長任期內，彰化縣議會通過議員賴澤民、歐陽蓁珠、賴清美等提案，建議彰化縣政府設置二二八紀念碑。
至王惠美任縣長時，2019年2月27日，彰化縣政府在舉辦二二八事件紀念活動上，已九十五歲的受難者代表林才壽致詞時，建議彰化縣政府興建紀念性建築。2020年2月28日，彰化縣政府在北斗鎮二二八暨人權紀念館上舉行紀念活動時，王惠美表示已選定數處地點，會委請林才壽作選址。次年同一日，王惠美宣布將設在彰化縣立圖書館廣前廣場，且是臺灣首座平面式的二二八紀念碑。2022年二二八和平紀念日，在王惠美、林才壽等人參加下，揭幕。